# 惠龄
惠龄（1743年—1804年），萨尔图克氏，字椿亭，号瑤圃，蒙古正白旗人，清朝官员。

## 生平
由繙書房繙譯官、户部笔帖式官至工部、吏部侍郎，以及湖北、山东、安徽等地巡抚。嘉庆六年至嘉庆九年间任陕甘总督。死后赠太子少保，二等男爵，谥勤襄。

## 家族
- 高祖阿哈圖。
- 曾祖瓦爾達。
- 祖父鐵圖。
- 父纳延泰，理藩院尚书。
- 姐萨爾圖克氏，继配嫁乾隆戊辰科进士宗室良誠（先祖安和親王岳樂）。[6]
- 弟長齡，文华殿大学士，一等威勇公，谥文襄。
- 妻杨氏，内务府正黄旗汉军、兵部侍郎虔禮寶（光绪十五年己丑（1889）進士楊鍾羲高祖）之女。
- 子桂斌，阵亡于張格爾之乱，授世袭骑都尉，并一等男加云骑尉。
- 子桂芬。其子麟翔，總兵、內務府大臣，妻赫舍里氏（胞兄镶蓝旗满洲、道光戊戌科進士如山，胞姊赫舍里氏封道光帝之常妃）。女薩爾圖克氏，嫁赫舍里氏如山之胞兄隆山，其女赫舍里氏嫁正白旗滿洲、直隶总督喜塔臘氏裕祿。
- 女儿萨爾圖克氏，分别嫁正红旗满洲、閩浙總督瓜尔佳氏玉德之子徵良（胞兄文华殿大学士文端公桂良），协办大学士镶白旗宗室文慤公敬徵（父肅恭親王永錫），[7]嘉庆乙丑科进士镶蓝旗宗室崇弼，[8]正蓝旗覺羅玉春（父雲貴總督恪勤公覺羅琅玕，先祖塔察篇古）。

## 延伸阅读
[在维基数据编辑]
 《清史稿/卷345》
 《清史稿/卷345》，出自趙爾巽《清史稿》